# 周嵒
周 嵒（しゅう がん）は中華民国（台湾）の軍人。字は奉璋。

## 事跡
浙江中学、浙江陸軍小学、浙江第二予備学校をそれぞれ卒業した。1914年（民国3年）8月、保定陸軍軍官学校第3期砲兵科に入学し、1916年（民国5年）8月に卒業した。その後は浙江陸軍に編入され、1924年（民国13年）には陸軍大学正則班第7期として学んだ。1927年（民国16年）に卒業している。
その直後、周嵒は国民革命軍に転じ、1928年（民国17年）春に第26軍第5団団長に昇進した。以後も着実に昇進し、1933年（民国22年）3月、第6師師長となり、第4次・第5次の中国共産党（紅軍）掃討作戦に従事した。1935年（民国24年）4月、陸軍中将の位を授与されている。西安事変後に第6師を率いて陝西省入りした。1937年（民国26年）1月、討逆軍第4集団軍第4縦隊指揮官を務めている。
同年に日中戦争が勃発すると、周嵒は第75軍軍長に昇進し、第2次上海事変（淞滬抗戦）で日本軍と交戦している。翌年春には台児荘の戦いにも参戦した。6月、江南区指揮官を兼任し、武漢防衛戦（日本側呼称・武漢作戦）に参戦している。1939年（民国28年）1月、第31集団軍副総司令に昇進し、翌1940年（民国29年）5月、棗宜会戦に参戦した。同年7月に第26集団軍総司令に昇進し、1943年（民国32年）11月、常徳会戦に参戦している。1945年（民国34年）5月、中国国民党第6期中央監察委員に当選した。
戦後の同年8月、周嵒は第6戦区副司令長官に就任し、翌1946年（民国35年）2月、同戦区を再編した第6綏靖区司令官となった。1948年（民国37年）9月、第1綏靖区司令官に異動する。1949年（民国38年）1月、京滬警備副総司令兼浙江警備司令となり、翌月、浙江省政府主席に任ぜられた（共産党への内通を図り解任・逮捕された陳儀の後任）。国共内戦敗北に伴い台湾に逃れ、総統府戦略顧問となる。1952年（民国41年）10月、退役した。
1953年（民国42年）7月22日、台北市にて病没。享年59（満57歳）。